# Mary Simon
Mary Jeannie May Simon (em inuktitut silábico : ᒥᐊᓕ ᓴᐃᒪᓐ, em inuktitut:  Ningiukudluk; Kangiqsualujjuaq, 21 de agosto de 1947) é uma funcionária pública canadense, diplomata e ex-locutora que serve como a 30º Governadora-Geral do Canadá desde 26 de julho de 2021. Simon é Inuíte, tornando-a a primeira indígena a ocupar o cargo.
Mary nasceu em Fort Severight (agora Kangiqsualujjuaq), Quebec. Ela trabalhou brevemente como produtora e locutora para o CBC Northern Service na década de 1970 antes de entrar no serviço público, servindo no conselho da Northern Quebec Inuit Association e desempenhando um papel fundamental nas negociações do Acordo de Charlottetown. Mary foi a primeira embaixadora do Canadá para assuntos circumpolares de 1994 a 2004, bem como uma das principais negociadoras para a criação do Conselho do Ártico. Ela também serviu como embaixadora do Canadá na Dinamarca de 1999 a 2002.
Em 6 de julho de 2021, o primeiro-ministro Justin Trudeau anunciou que a Rainha Elizabeth II havia aprovado a nomeação de Mary Simon como a próxima Governadora-Geral do Canadá.

## Infância e educação
Mary Jeannie May nasceu em 21 de agosto de 1947,  em Fort Severight (agora Kangiqsualujjuaq), Quebec, filha de Bob May, que era de Manitoba descendente de ingleses e sua esposa Nancy uma Inuíte. Seu pai mudou-se para o norte em sua juventude e tornou-se gerente da loja local Hudson's Bay Company (HBC) durante o início dos anos 1950. Ele diz que foi o primeiro funcionário branco a se casar com um Inuíte o que o HBC proibiu na época.
Mary foi criada em um estilo de vida tradicional inuíte, incluindo caça, pesca, costura de roupas inuítes e viagens de trenó puxado por cães. Ela credita a sua mãe e avó materna, Jeannie Angnatuk, por transmitir a ela a história oral inuíte.
Mary frequentou a escola federal em Fort Chimo (agora Kuujjuaq ), depois a Fort Carson High School no Colorado e concluiu o ensino médio por correspondência em Fort Chimo.

## Carreira

### Início da Carreira
Mary ensinou Inuktitut na Universidade McGill. De 1969 a 1973, trabalhou como produtora e locutora do CBC Northern Service.
Mary começou sua carreira como funcionária pública ao ser eleita secretária do conselho de administração da Northern Quebec Inuit Association. Em 1978, ela foi eleita vice-presidente e posteriormente presidente da Makivik Corporation. Ela ocupou o cargo até 1985.
Durante esse período, ela também se envolveu com o Inuit Tapiriit Kanatami, a organização nacional Inuíte do Canadá. Mary foi uma das negociadoras inuítes seniores durante a patriação da Constituição canadense as conferências dos primeiros ministros que ocorreram de 1982 a 1992, bem como as discussões do Acordo de Charlottetown de 1992.
Ela atuou como membro da Comissão de Implementação de Nunavut e como codiretora (política) e secretária da Comissão Real dos Povos Aborígenes.

### Carreira diplomática
Ela assumiu uma variedade de funções para a Conferência Circumpolar Inuíte (ICC). Primeiro como membro do Conselho Executivo de 1980 a 1983, como presidente de 1986 a 1992 e depois como enviado especial de 1992 a 1994. Durante este período ela ajudou a obter a aprovação do governo russo para permitir que os Inuítes da Península de Chukotka participassem do ICC. Em 1986, como presidente do TPI, Mary liderou uma delegação de inuítes canadenses do Alasca e da Groenlândia a Moscou e posteriormente a Chukotka para se encontrar com autoridades russas e também com os inuítes do extremo leste da Rússia. Em 1987, o ICC teve sucesso em esforços que resultaram no governo russo permitindo que os Inuit russos participassem da Assembleia Geral do ICC em 1989, realizada no Alasca.

### Embaixadora
Em 1994, Mary foi nomeada pelo primeiro-ministro Jean Chrétien para ser Embaixadora do Canadá para Assuntos Circumpolares um cargo recém-criado que ela ocupou até o início de 2004. Agindo sob instruções do governo do Canadá, ela assumiu o papel principal na negociação da criação de um conselho de oito países conhecido hoje como Conselho do Ártico. A Declaração de Ottawa de 1996 estabeleceu formalmente o Conselho do Ártico, que inclui a participação ativa dos povos indígenas do mundo circumpolar. Durante sua presidência do Conselho do Ártico e posteriormente como Funcionária Sênior do Ártico do Canadá, ela trabalhou em estreita colaboração com os Participantes Permanentes Indígenas do Conselho do Ártico e os outros sete países do Ártico que o compõem.
Durante esse período, ela também ocupou o cargo de Embaixadora do Canadá na Dinamarca (1999–2002) foi membro do Comitê Consultivo Público Conjunto da Comissão de Cooperação Ambiental (1997–2000) e ocupou o cargo de cargo de presidente da comissão de 1997 a 1998,  foi nomeada Conselheira do Conselho Internacional para Resolução de Conflitos com o Carter Center em 2001.

### Trabalho pós-diplomático
De novembro de 2004 a fevereiro de 2005, ela auxiliou na facilitação e redação de relatórios sobre as "Sessões Setoriais de Acompanhamento" anunciadas pelo Primeiro Ministro Paul Martin após a Mesa Redonda Canadá-Povos Aborígines de 19 de abril de 2004 sobre Fortalecimento da Relação em Saúde, Aprendizagem ao longo da vida, Habitação, Oportunidades econômicas, Negociações e Responsabilidade pelos Resultados .  De junho de 2004 a junho de 2007, Simon foi membro do conselho do Instituto Internacional para o Desenvolvimento Sustentável.
De 2004 a 2005, ela foi assessora especial da Labrador Inuit Association no Labrador Inuit Land Claims Agreement e foi eleita presidente da Inuit Tapiriit Kanatami em 7 de julho de 2006.
Em 2010, ela estava sendo cotada para o cargo de Governadora-Geral do Canadá, porem David Johnston foi nomeado.

## Governadora-geral do Canadá

### Nomeação
O governo federal iniciou uma busca por um substituto permanente para a Governadora-Geral Julie Payette após sua renúncia no início de 2021. Mary foi relatado como um dos principais candidatos ao cargo desde o início devido à sua herança indígena e à consciência política da reconciliação indígena. Em 6 de julho de 2021, o primeiro-ministro Justin Trudeau anunciou que a Rainha Elizabeth II havia aprovado a nomeação de Mary como o 30º Governadora-Geral do Canadá. Ela recebeu uma audiência habitual com a Rainha em 22 de julho, embora realizada virtualmente (em vez de pessoalmente) devido à pandemia de coronavírus. Ela foi investida com nomeações especiais como Chanceler da Ordem do Canadá, Ordem do Mérito Militar, Ordem do Mérito das Forças Policiais e Ordem de São João (dentro do Canadá). Ela também recebeu a condecoração das Forças Canadenses. Ela foi formalmente instalada no prédio do Senado do Canadá em 26 de julho.
A nomeação de Mary foi um tanto incomum, pois ela fala inglês e inuktitut, mas não é particularmente proficiente em francês. Isso levantou algumas reclamações de canadenses francófonos por quebrar a tradição do bilinguismo francês-inglês.

### Posse

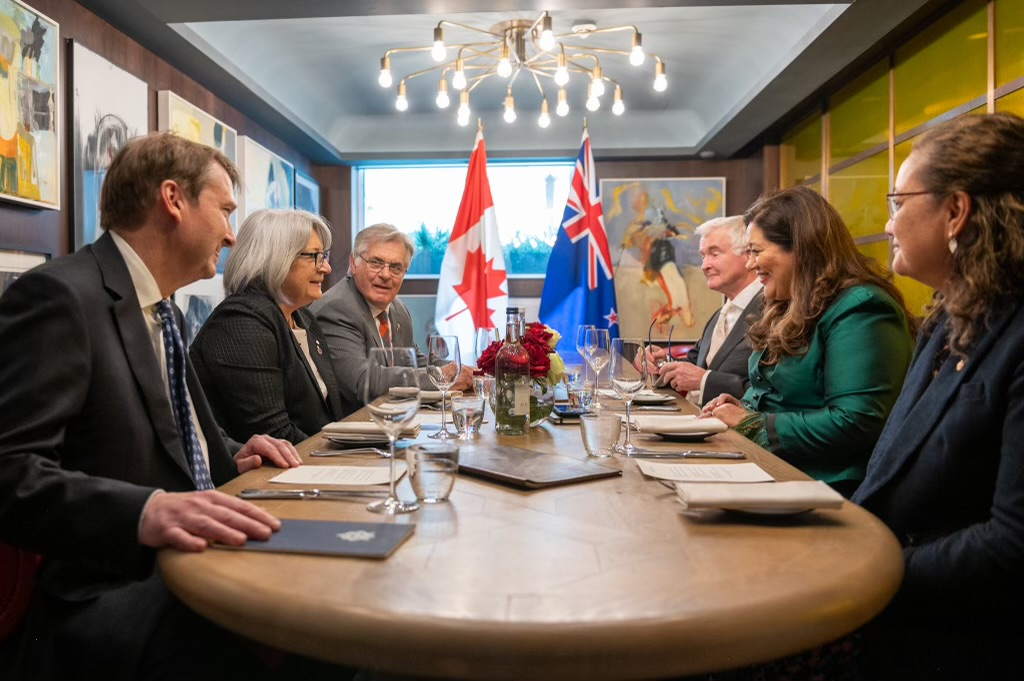
Mary e Dame Cindy Kiro Governador-Geral da Nova Zelândia, realizam um encontro bilateral entre o Canadá e a Nova Zelândia durante sua visita do Jubileu de Platina ao Reino Unido, junho de 2022

Em 15 de agosto de 2021, Mary aprovou o pedido do primeiro-ministro Justin Trudeau para dissolver o Parlamento e assinou um mandado de eleição para 20 de setembro.

### Ajuinnata
Mary considera o conceito de ajuinnata como um tema importante para seu mandato como Governadora-Geral. Ajuinnata é uma palavra inuktitut que não tem uma tradução de uma palavra, pois abrange muitas coisas: um voto ou uma promessa de nunca desistir ou um compromisso com a ação não importa o quão assustadora seja a causa. Mary disse que a palavra foi ensinada a ela por sua mãe e avó e é um conceito importante para os inuítes. Segundo Mary, o espírito da ajuinnata levou-a a se envolver em movimentos para melhorar a vida dos Inuítes no Canadá.

### Visita à Alemanha
Mary fez sua primeira viagem ao exterior como governadora-geral em 17 de outubro de 2021, quando ela e o marido chegaram a Berlim, na Alemanha, em visita de estado. A viagem foi a primeira visita oficial do Canadá à Alemanha em mais de 20 anos. Durante sua visita, Mary se encontrou com o Presidente da Alemanha Frank-Walter Steinmeier e a Chanceler da Alemanha Angela Merkel. Em entrevista ao The Globe and Mail Mary disse que discutiu com Steinmeier, como ao cumprir o papel de chefe de estado e expiar os momentos mais sombrios da história de seus países como o Holocausto Nazista e o Sistema Escolar Residencial. Ela também participou da Feira do Livro de Frankfurt e de uma mesa redonda sobre a exploração do Ártico no Museu Arqueológico de Frankfurt.

### O Jubileu de Platina da Rainha
No Festa da Ascensão, em 6 de fevereiro de 2022, Simon prestou homenagem à Rainha em uma mensagem para marcar seu Jubileu de Platina. Ela disse:
| “ | Muita coisa mudou nas últimas sete décadas. Estendemos a mão da amizade às nações ao redor do mundo. Fizemos avanços na pesquisa médica, mais recentemente com vacinas. Criamos a Comissão da Verdade e Reconciliação e participamos de seus trabalhos. Vimos o primeiro governador-geral canadense nomeado, depois a primeira mulher e agora, o primeiro indígena. | ” |
|   | — Mary Simon. |   |

Mary e seu marido encontraram a Rainha pela primeira vez em 15 de março de 2022, no Castelo de Windsor. A rainha ofereceu o chá da tarde para o casal. Foi a primeira vez que o monarca canadense se encontrou com a primeira Governadora-Geral indígena da história canadense. Mary disse mais tarde em uma entrevista que ela e a rainha discutiram várias questões, como a invasão russa da Ucrânia em 2022, os protestos do caminhoneiros no Canadá e como ambas se recuperaram da COVID-19. Mary disse que disse à rainha que os livros de história do Canadá deveriam ser reescritos para refletir os fatos sobre o relacionamento entre a coroa canadense e os povos indígenas do Canadá.

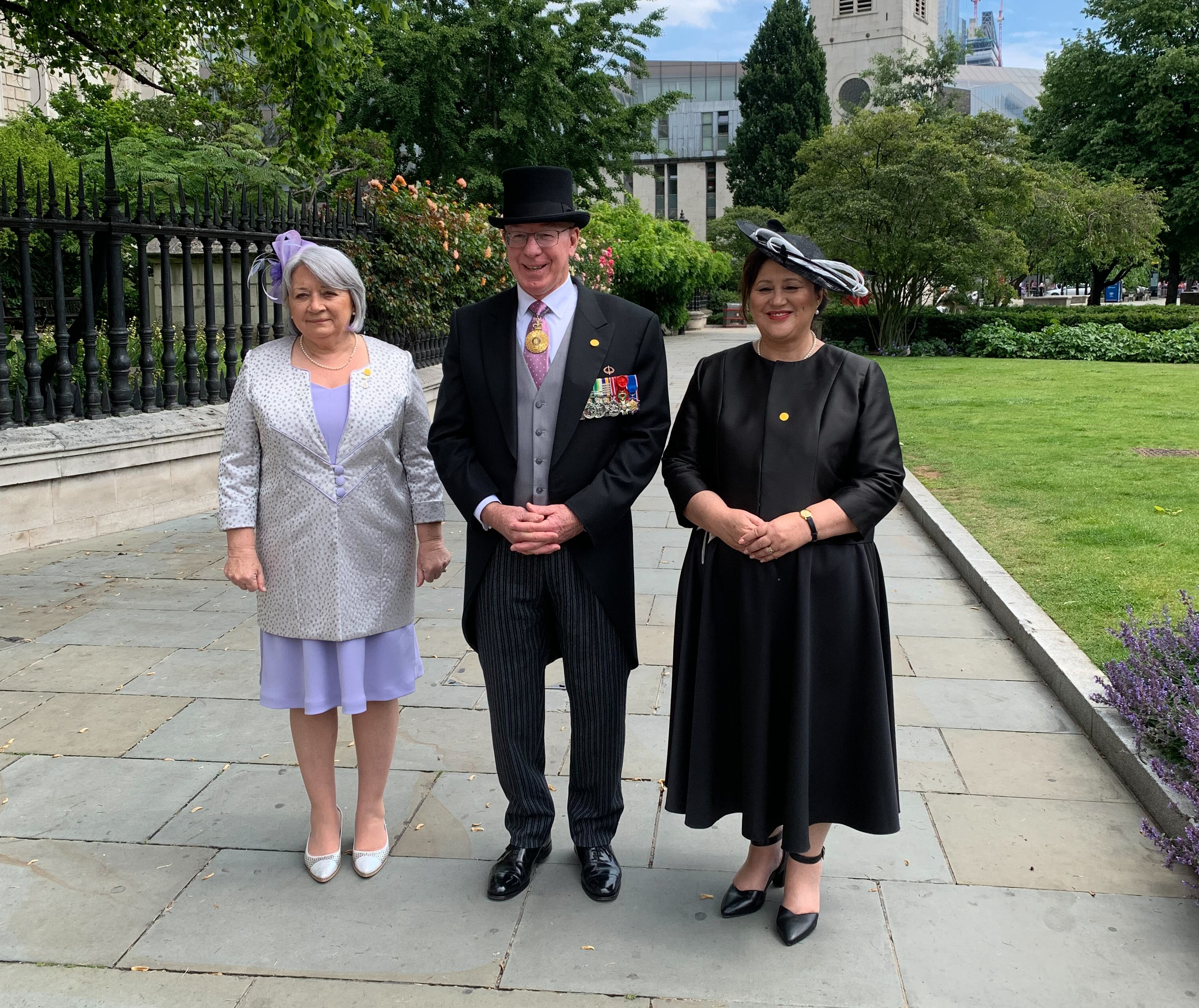
Simon com os governadores-gerais David Hurley da Austrália e Dame Cindy Kiro da Nova Zelândia, do lado de fora da Catedral de São Paulo, Londres, 3 de junho de 2022

Em maio, Mary recebeu Charles, Príncipe de Gales e Camilla, Duquesa da Cornualha em sua turnê do Jubileu de Platina no Canadá. Durante a viagem, Mary investiu Charles como Comandante Extraordinário da Ordem do Mérito Militar em Rideau Hall.
Mary e seu marido viajaram para Londres de 2 a 6 de junho de 2022, para participar das comemorações do Jubileu de Platina da Rainha no Reino Unido. Eles compareceram ao Serviço de Ação de Graças na Catedral de São Paulo à Festa da Platina no Palácio e ao Concurso do Jubileu da Platina, que incluiu militares das Forças Armadas do Canadá.
Ela exortou todos os canadenses a trabalharem juntos para "honrar verdadeiramente a vida, o legado e o reinado de Sua Majestade, a Rainha", e disse que, para ela, vale a pena comemorar.

### Visita papal
Em 1º de abril de 2022, Mary divulgou uma declaração após o pedido de desculpas do Papa Francisco à delegação indígena no Vaticano. Ela disse que estava grata ao Papa por suas palavras e saudou este como um "dia histórico e emocionante para os povos indígenas em todo o Canadá". Ela disse que o pedido de desculpas é "um passo no caminho da reconciliação" e o Papa "se comprometeu a visitar o Canadá para continuar a jornada de reconciliação com os povos indígenas em suas próprias terras".
O Papa Francisco visitou o Canadá de 24 a 29 de julho de 2022, com Mary participando de vários eventos e atividades durante a visita papal. Após o pedido de desculpas papal em Maskwacis em 25 de julho, ela disse: "Hoje foi um dia que nos levou adiante, dando aos sobreviventes palavras que podem ajudá-los a se curar. No entanto, é também um dia que pode suscitar emoções complexas, especialmente à medida que a visita papal continua”.

### Morte da Rainha
Com a morte da Rainha Elizabeth II em 8 de setembro de 2022, ela se tornou a primeira Governadora-Geral a servir sob dois monarcas desde Lord Tweedsmuir em 1936. Ela disse: "As calorosas boas-vindas de Sua Majestade quando passamos um tempo com ela no início deste ano foi um momento profundo em nossas vidas e uma memória que guardaremos para sempre". Em uma declaração ao vivo para os canadenses, ela disse: "Sua Majestade se preocupa com as pessoas, com nosso bem-estar. Isso ficava claro todas as vezes que conversávamos. Ela se importava com o Canadá e todas as histórias únicas que compõem nosso belo país".
Em 10 de setembro, ela assinou a proclamação da ascensão do Rei Carlos III em Rideau Hall após uma reunião formal do Conselho Privado do Rei para o Canadá. Em um comunicado, ela disse: "a Coroa perdura e prospera como um símbolo de serviço, tradição e compromisso. Sua Majestade o Rei ascende em um momento importante da história do Canadá e da Commonwealth".
Mary e seu marido fizeram parte da delegação canadense no funeral de estado da rainha em Londres em 19 de setembro  Por ocasião do funeral da Rainha, ela disse: "Tivemos a sorte de ter a Rainha conosco por tanto tempo. Em nome de todos os canadenses, gostaria de agradecer à nossa Rainha, nossa monarca, uma última vez, por seu amor e compromisso com nosso país e nosso povo".

## Outros
Em junho de 2022, ela foi criticada depois que uma história do National Post foi publicada sobre os custos exorbitantes de alimentação a bordo de sua viagem de oito dias ao Oriente Médio. Ela disse que a crítica foi "injusta", já que ela não participou da logística de suas viagens para discutir a paz mundial, mas seu escritório tentaria "minimizar o custo de futuras viagens". Ela encerrou todos os comentários em suas postagens nas redes sociais em fevereiro de 2023 devido a um número crescente de comentários abusivos.

## Vida Pessoal
Mary é a segunda mais velha de oito filhos. Seu irmão, Johnny May é um piloto de arbusto de renome local. Em sua juventude, ela frequentou uma igreja anglicana com sua família. Aos 40 anos, ela desenvolveu depressão e esgotamento devido a uma doença mental, mas gradualmente os superou.
Ela se casou com seu primeiro marido, Robert Otis em 27 de março de 1967 em Kuujjuaq. Mais tarde, ela se casou com George Simon com que viria a divorciar, em 1994 ela se casou com seu atual marido o jornalista e autor Whit Fraser, ex-chefe da Comissão Polar Canadense. Ela tem dois filhos e uma filha. Mary fala inglês e inuktitut e ela se comprometeu a aprender francês durante seu mandato como Governadora-Geral.